# Essendon North
Essendon North ist ein Stadtteil von Melbourne. Er befindet sich ca. 12 km nordwestlich des Stadtzentrums und nördlich von Essendon. 2016 hatte er 2.987 Einwohner.
An den Stadtteil grenzt im Norden der Flughafen Essendon an, der bis in die 1970er Jahre der einzige internationale Flughafen von Melbourne war.